# NGC 6770
NGC 6770 este o galaxie situată în constelația Păunul. A fost descoperită în 11 august 1836 de către John Herschel. Se află la o distanță de 52 de megaparseci de Pământ.